# Амстелмеер
Амстелмеер е езеро, което се намира в западната част на Виринген в Северна Холандия . Езерото е особено популярно сред уиндсърфистите. На езерото има няколко плажа, подходящи за дневна почивка.

## История
Първоначално езерото, тогава още Амстелдип, е формирало преход между Ваденско море (Вадензе) и Зьойдерзе . На север все още граничи с Ваденско море, откъдето е затворено от дигата Амстелдиепдайк . С изграждането на тази дига от северната страна и полдерът на Вирингмеер от югоизточната страна между 1920 и 1930 г. се създава езерото Амстелмеер, което постепенно става сладководно, защото връзката с открито море е затворена.
В началото на изграждането на дигата започва работа по затварянето на потока между Ноордкоп и тогавашния остров Виринген . Поради вековното приливно течение, текущият канал е бил сравнително дълбок, особено в сравнение с останалата част от Вирингенското езеро (Вирингенмеер). До известна степен, сравнима с по-късното възникване на Остфаардерспласен, също по-дълбока секция по отношение на останалата част от полдера, тази част не е рекултивирана. Дълбочината му обаче е осезаемо по-голяма от тази на Остфардерспласен, заради което водните спортове са започнали да играят важна роля.

## Водни спортове
Езерото Амстелмеер е много популярно сред любителите на водните спортове, където уинд и кайт сърфинг са широко практикувани. Лютестранд, който се състои от две части, се намира на север-североизточната страна на езерото, близо до селото Вестерланд . Една част е обрасла с трева и е предназначена за сърфисти,а другата част е покрита с пясък и е много популярен плаж за плуване. Има паркинг, заведения за хранене и къмпинг.
Югозападно от езерото е село Фан Еуайкслаус, където има яхтено пристанище. Североизточно от езерото се намира село Де Хаукес, където има частен клуб за водни спортове и Асоциация за морски водни спортове . В пристанището на Де Хаукес често има ветроходни лодки, собственост на частни лица, които са членове на асоциациите. Персоналът на ВМС също получава уроци по ветроходство от това пристанище в така наречените B2 ветроходни лодки .
Най-накрая, в това пристанище има също кей за яхти.

## Достъпност
Амстелмеер е достъпно по вода от Ден Хелдър през канала Балхзанд, от Анна Павловна през ван Евайксварт и от Колхорн през Ваардканаал . Може също да се стигне до езерото през Слоотварт във полдерът на Вирингмер. След това се влиза през щлюз в устието на пристанището на Де Хаукес на Амстелмеер. Шлюзът повдига корабите от Виерингермер около четири метра нагоре.